# タールディー・ベグ
タールディー・ベグ（Tardi Beg, 生年不詳 - 1556年10月）は、北インド、ムガル帝国の政治家・武将。

## 生涯
1555年、スール朝との戦いで功績であったバイラム・ハーンが皇太子アクバルの後見人となり、1556年にアクバルが即位して彼が摂政に登用されると、デリーとアーグラの総督あったタールディー・ベグはこれに反対した。
同年、スール朝の残党であるヘームーが挙兵し、10月にデリーに軍勢が向けられると（デリーの戦い）、タールディー・ベグは一戦も交えずにデリーを放棄して逃げ、デリーは占領された。
その後、タールディー・ベグはパンジャーブに遠征していたアクバルとバイラム・ハーンと合流したが、ライバルであるバイラム・ハーンはデリーを何の抵抗もなく明け渡したとして、彼を処刑した。
タールディー・ベグの処刑により帝国軍は士気を取り戻したが、この処刑はバイラム・ハーンとほかのライバルたちとの間で尾を引く形として残った。